# Prado (Lalín)
Prado (oficialmente San Martiño de Prado) es una parroquia española del municipio de Lalín, perteneciente a la provincia de Pontevedra, en la comunidad autónoma de Galicia.

## Historia
Hacia mediados del siglo XIX, el lugar, ya por entonces perteneciente a Lalín, tenía contabilizada una población de 120 habitantes. Aparece descrito en el decimotercer volumen del Diccionario geográfico-estadístico-histórico de España y sus posesiones de Ultramar de Pascual Madoz con las siguientes palabras:

PRADO (San Martin): felig. en la prov. de Pontevedra (8 leg.), part. jud. y ayunt. de Lalin (2, dióc. de Lugo (12). sit. á la der. del r. Asneiro y confluencia de este con el Deza; el clima es templado y saludable. Tiene 24 casas en las ald. de Iglesia, Liñares, Prado y Pradufao. La igl. parr. (San Martin) está servida por un cura de provision en concurso. Confina el térm. con los de Bendoiro y Noceda. El terreno es desigual pero de buena calidad. Atraviesa por esta felig. el camino de Orense á Santiago. prod.: trigo, maiz, centeno, legumbres, castañas, patatas, madera y pastos; hay ganado vacuno, mular, de cerda, lanar y cabrio; pesca y caza de varias especies. pobl.: 24 vec., 120 alm. contr.: con su ayuntamento (V.).
(Madoz, 1849, p. 204)

En 2022, tenía empadronados 196 habitantes.